# 74-я гвардейская стрелковая дивизия
74-я гвардейская стрелковая Нижнеднепровская ордена Богдана Хмельницкого дивизия — воинское соединение Вооружённых сил СССР в период Великой Отечественной войны

## Полное наименование
74-я гвардейская стрелковая Нижнеднепровская ордена Богдана Хмельницкого дивизия.

## История
Сформирована 1 марта 1943 года путём преобразования 45-й стрелковой дивизии.
10 марта 1943 года погрузилась на станции Безродное и отправлена в распоряжение Юго-Западного фронта на станцию Молчаново.
В действующей армии:
- с 01.03.1943 по 07.06.1944;
- с 15.06.1944 по 09.05.1945.

С мая 1943 по лето 1946 года в составе 29-го гвардейского стрелкового корпуса 8-й гвардейской армии.
В июле 1943 года участвовала в боях на окраине города Изюм (Изюм-Барвенковской наступательной операции), в августе 1943 года в Барвенково-Лозовской операции, Донбасской стратегической наступательной операции. В ходе Нижнеднепровской наступательной операции форсировала Днепр южнее Днепропетровска. Затем принимала участие в Никопольско-Криворожской операции, Березнеговато-Снигиревской операции, Одесской операции.
В 1944 году дивизия участвовала в Люблин-Брестской операции, Висло-Одерской стратегической операции, освобождении Польши, штурме Познани.
В апреле 1945 года прорывала оборону врага на Зееловских высотах, принимая участие в Берлинской стратегической операции.
Участвовала в освобождении городов Изюм, Никополь, Кривой Рог, Одесса, Познань, Лодзь, взятии Кюстрина
10 июня 1946 года, на основании приказа командующего ГСОВГ № орг/1/00656 от 12 мая 1946 года и приказа 8-й гвардейской армии № 1/00809 от 17 мая 1946 года 74-я гвардейская стрелковая дивизия была расформирована, а личный состав передан на доукомплектование соединений 8-й гвардейской армии.

## Подчинение
| Дата            | Фронт (округ)         | Армия                 | Корпус (группа)                    | Примечания |
| --------------- | --------------------- | --------------------- | ---------------------------------- | ---------- |
| 01.04.1943 года | Юго-Западный фронт    | 62-я армия            | -                                  | -          |
| 01.05.1943 года | Юго-Западный фронт    | 62-я армия            | -                                  | -          |
| 01.06.1943 года | Юго-Западный фронт    | 8-я гвардейская армия | 29-й гвардейский стрелковый корпус | -          |
| 01.07.1943 года | Юго-Западный фронт    | 8-я гвардейская армия | 29-й гвардейский стрелковый корпус | -          |
| 01.08.1943 года | Юго-Западный фронт    | 8-я гвардейская армия | 29-й гвардейский стрелковый корпус | -          |
| 01.09.1943 года | Юго-Западный фронт    | 8-я гвардейская армия | 29-й гвардейский стрелковый корпус | -          |
| 01.10.1943 года | Юго-Западный фронт    | 8-я гвардейская армия | 29-й гвардейский стрелковый корпус | -          |
| 01.11.1943 года | 3-й Украинский фронт  | 8-я гвардейская армия | 29-й гвардейский стрелковый корпус | -          |
| 01.12.1943 года | 3-й Украинский фронт  | 8-я гвардейская армия | 29-й гвардейский стрелковый корпус | -          |
| 01.01.1944 года | 3-й Украинский фронт  | 8-я гвардейская армия | 29-й гвардейский стрелковый корпус | -          |
| 01.02.1944 года | 3-й Украинский фронт  | 8-я гвардейская армия | 29-й гвардейский стрелковый корпус | -          |
| 01.03.1944 года | 3 Украинский фронт    | 8-я гвардейская армия | 29-й гвардейский стрелковый корпус | -          |
| 01.04.1944 года | 3 Украинский фронт    | 8-я гвардейская армия | 29-й гвардейский стрелковый корпус | -          |
| 01.05.1944 года | 3 Украинский фронт    | 8-я гвардейская армия | 29-й гвардейский стрелковый корпус | -          |
| 01.06.1944 года | 3 Украинский фронт    | 8-я гвардейская армия | 29-й гвардейский стрелковый корпус | -          |
| 01.07.1944 года | 1-й Белорусский фронт | 8-я гвардейская армия | 29-й гвардейский стрелковый корпус | -          |
| 01.08.1944 года | 1-й Белорусский фронт | 8-я гвардейская армия | 29-й гвардейский стрелковый корпус | -          |
| 01.09.1944 года | 1-й Белорусский фронт | 8-я гвардейская армия | 29-й гвардейский стрелковый корпус | -          |
| 01.10.1944 года | 1-й Белорусский фронт | 8-я гвардейская армия | 29-й гвардейский стрелковый корпус | -          |
| 01.11.1944 года | 1-й Белорусский фронт | 8-я гвардейская армия | 29-й гвардейский стрелковый корпус | -          |
| 01.12.1944 года | 1-й Белорусский фронт | 8-я гвардейская армия | 29-й гвардейский стрелковый корпус | -          |
| 01.01.1945 года | 1-й Белорусский фронт | 8-я гвардейская армия | 29-й гвардейский стрелковый корпус | -          |
| 01.02.1945 года | 1-й Белорусский фронт | 8-я гвардейская армия | 29-й гвардейский стрелковый корпус | -          |
| 01.03.1945 года | 1-й Белорусский фронт | 8-я гвардейская армия | 29-й гвардейский стрелковый корпус | -          |
| 01.04.1945 года | 1-й Белорусский фронт | 8-я гвардейская армия | 29-й гвардейский стрелковый корпус | -          |
| 01.05.1945 года | 1-й Белорусский фронт | 8-я гвардейская армия | 29-й гвардейский стрелковый корпус | -          |

## Состав
- 226-й гвардейский стрелковый полк: командир - гв. полковник Шулагин, Филипп Алексеевич[2]
- 236-й гвардейский стрелковый полк
- 240-й гвардейский стрелковый полк
- 157-й гвардейский артиллерийский полк
- 82-й отдельный гвардейский истребительно-противотанковый дивизион
- 399-я отдельная гвардейская зенитная батарея (до 13.04.1943)
- 76-я отдельная гвардейская разведывательная рота
- 85-й отдельный гвардейский сапёрный батальон
- 103-й отдельный гвардейский батальон связи
- 584-й (77-й) медико-санитарный батальон
- 73-я отдельная гвардейская рота химический защиты
- 725-я (78-я) автотранспортная рота
- 659-я (79-я) полевая хлебопекарня
- 676-й (75-й) дивизионный ветеринарный лазарет
- 781-я полевая почтовая станция
- 538-я полевая касса Госбанка

Периоды вхождения в состав Действующей армии:
- 20 марта 1943 года — 7 июня 1944 года;
- 15 июня 1944 года — 9 мая 1945 года.

## Командиры
- Соколов, Василий Павлович (01.03.1943 — 01.09.1943), полковник, с 01.03.1943 гвардии генерал-майор
- Югатов, Михаил Иванович (02.09.1943 — 29.11.1943), гвардии подполковник
- Кузин, Андриан Тимофеевич (30.11.1943 — 31.01.1944), гвардии полковник
- Баканов, Дмитрий Евстигнеевич (01.02.1944 — 01.05.1944), гвардии полковник
- Можейко, Карл Карлович (11.05.1944 — 03.06.1944), гвардии полковник (ВРИД)
- Баканов, Дмитрий Евстигнеевич (04.06.1944 — 10.06.1946), гвардии генерал-майор
- Альбиков Сулейман Хабибуллович, (20.04.1945 — ?), гвардии полковник (ВРИД)[4]

## Отзывы о дивизии
У этой дивизии славные традиции. Она была сформирована в грозные годы гражданской войны и под командованием героя-большевика Николая Александровича Щорса принимала активное участие в разгроме интервентов и белогвардейцев. Знаменитые полки этой дивизии Богунский, Таращанский и Донской, геройски сражавшиеся за молодую Советскую республику, столь же самоотверженно сражались в Сталинграде, за что заслужили звание гвардейских. В городе на Волге прославленные полки вели бои в районе завода „Красный Октябрь“. Во время контрнаступления они первыми пробились на западную окраину Сталинграда, где встретились с войсками 65-й армии, наступавшей с запада и вместе с ними разрезали надвое окружённую группировку Паулюса.

Теперь эти полки разрезали надвое остатки берлинского гарнизона, наступая навстречу 3-й ударной армии В. И. Кузнецова через Потсдамский вокзал, на рейхстаг.

Фашисты сильно укрепили вокзал. В многоэтажном здании оказалось много проходных комнат. Под вокзалом — разветвлённые подземные ходы….

Бойцы продвигались по этажам, по подземным проходам и по чердачным помещениям, а во многих случаях и по крыше.
Упорные, смекалистые и отчаянно храбрые, бойцы почти двенадцать часов выбивали гитлеровцев из здания вокзала. Бой был жестоким. Многие комнаты и залы, этажи и подземные ходы по нескольку раз переходили из рук в руки. Но гвардейцы брали верх. На их стороне был опыт и огромное мужество. И вот генерал Баканов уже докладывает, что Потсдамский вокзал наш….
— Маршал Советского Союза В. И. Чуйков. Конец третьего рейха. — М.: Издательство « Советская Россия», 1973 — С.279 — 280.

## Награды
| Награда                                  | За что награждена |
| ---------------------------------------- | --- |
| Почётное звание «Гвардейская»            | Почётное звание присвоено 1 марта 1943 года при формировании |
| Почётное наименование «Нижнеднепровская» | за отличия в боях с немецкими захватчиками у нижнего течения Днепра. Приказ Верховного Главнокомандующего № 028 от 13 февраля 1944 года |
| Орден Богдана Хмельницкого II степени    | Указ Президиума Верховного Совета СССР от 20 апреля 1944 г. (объявлен приказом заместителя НКО СССР от 14 мая 1944 г. № 0123) — за образцовое выполнение заданий командования в боях с немецкими захватчиками при освобождении города Одессы и проявленные при этом доблесть и мужество. |

Награды частей дивизии:
- 226-й гвардейский стрелковый Лодзинский[6] Краснознамённый[7] ордена Суворова[8] полк
- 236-й гвардейский стрелковый Познанский[9] Краснознамённый[8] полк
- 240-й гвардейский стрелковый Берлинский[10] Краснознамённый[7] полк
- 157-й гвардейский артиллерийский Познанский[9] Краснознамённый[11] ордена Кутузова[8]полк
- 82-й отдельный гвардейский истребительно-противотанковый ордена Александра Невского[7] дивизион
- 85-й отдельный гвардейский сапёрный ордена Александра Невского[8] батальон
- 103-й отдельный гвардейский ордена Красной Звезды[8] батальон связи

## Отличившиеся воины
За годы войны произведено награждений орденами СССР не меньше:
- орден Ленина — 10
- орден Красного Знамени — 221
- орден Суворова II степени — 2
- орден Кутузова II степени — 1
- орден Богдана Хмельницкого II степени — 1
- орден Суворова III степени — 5
- орден Кутузова III степени — 4
- орден Богдана Хмельницкого III степени — 37
- орден Александра Невского — 115
- орден Отечественной войны I степени — 224
- орден Отечественной войны II степени — 808
- орден Красной Звезды — 1812
- орден Славы I степени — 8
- орден Славы II степени- 172
- орден Славы III степени — 1500

(Данные о награждениях взяты из указов Президиума Верховного совета СССР, приказов 74 гвардейской стрелковой дивизии, 29 гвардейского стрелкового корпуса, 8 гвардейской армии,1 Белорусского фронта, 3 Украинского фронта, размещённых на сайте "Электронный банк документов «Подвиг народа в Великой Отечественной войне 1941—1945 гг» Министерства обороны РФ).
Герои Советского Союза:
- Баканов, Дмитрий Евстигнеевич, командир дивизии. Гвардии генерал-майор. Герой Советского Союза. Звание присвоено указом Президиума Верховного Совета СССР от 29.05.1945 года. Медаль «Золотая Звезда» № 5798;
- Быстров, Василий Александрович, командир отделения разведки 236-го гвардейского стрелкового Познанского полка, гвардии старшина. Герой Советского Союза. Звание присвоено указом Президиума Верховного Совета СССР от 6.04.1945 года за отвагу, проявленную в боях за Познань.Медаль «Золотая Звезда» № 6850;
- Волченко, Павел Кузьмич, командир огневого взвода 157-го гвардейского артиллерийского Познанского полка. Гвардии лейтенант. Герой Советского Союза. Звание присвоено указом президиума Верховного Совета СССР от 31.05.1945 года. Медаль «Золотая Звезда» № 6844;
- Гуданов, Александр Никитович, командир пулемётной роты 226-го гвардейского стрелкового Лодзинского полка. Гвардии старший лейтенант. Герой Советского Союза. Звание присвоено указом Президиума Верховного Совета СССР от 15.05.1946 года за бои в Берлине. Медаль «Золотая Звезда» № 2855;
- Дюдюкин, Георгий Константинович, командир орудия 82-го отдельного гвардейского истребительно-противотанкового дивизиона. Гвардии старший сержант. Герой Советского Союза. Звание присвоено указом Президиума Верховного Совета СССР от 31.05.1945 года;
- Исмаилов, Ишанкул, автоматчик 240 гвардейского стрелкового Берлинского полка. Гвардии красноармеец. Герой Советского Союза. Звание присвоено указом Президиума Верховного Совета СССР от 31.05.1945 года;
- Лежава, Вахтанг Акакиевич, командир миномётного взвода 226 гвардейского стрелкового Лодзинского полка. Гвардии лейтенант. Герой Советского Союза. Звание присвоено указом Президиума Верховного Совета СССР от 19.09.1944 года посмертно;
- Сергеев, Дмитрий Степанович, командир орудия 157-го гвардейского артиллерийского Познанского полка, гвардии сержант. Герой Советского Союза. Звание присвоено 31.05.1945 года за отвагу, проявленную 19.01.1945 года в боях за Бжезины и Лодзь и 23.02.1945 года в боях за Познань.Медаль «Золотая Звезда» № 6852;
- Черепахин, Сергей Павлович, командир пулемётного расчёта 240-го гвардейского стрелкового Берлинского полка, гвардии сержант. Герой Советского Союза. Звание присвоено 31.05.1945 года за отвагу, проявленную 02-20.02.1945 года в боях за Познань.Медаль «Золотая Звезда» № 6853;

Кавалеры ордена Славы трёх степеней:
- Банников, Василий Васильевич, командир орудийного расчёта 82-го отдельного гвардейского истребительно-противотанкового дивизиона, гвардии старший сержант. Кавалер ордена Славы трёх степеней. Награждён: орден Славы 3 ст.(приказ командира 74 гв. сд № 58/н от 8.06.1944), орден Славы 2 ст. (приказ командующего 8 гв. А от 10.09.1944 года), орден Славы 1 ст.(указ Президиума Верховного Совета СССР от 15.05.1945 года)
- Дятлов, Василий Николаевич, разведчик 76-й отдельной гвардейской разведывательной роты, гвардии рядовой. Кавалер ордена Славы трёх степеней. Награждён: орден Славы 3 ст.(приказ командира 74 гв. сд от 18.08.1944 года), орден Славы 2 ст. (приказ командующего 8 гв. А от 3.09.1944 года), орден Славы 1 ст.(указ Президиума Верховного Совета СССР от 24.03.1945 года). Участник Парада Победы на Красной площади 24.06.1945 года
- Казимир, Иван Максимович, старшина батареи 76-мм пушек 240-го гвардейского стрелкового Берлинского полка, гвардии старшина. Кавалер ордена Славы трёх степеней. Награждён: орден Славы 3 ст.(приказ командира 74 гв. сд от 21.08.1944 года), орден Славы 2 ст. (приказ командующего 8 гв. А № 633/н от 15.05.1945 года), орден Славы 1 ст.(указ Президиума Верховного Совета СССР от 15.05.1946 года)
- Кудреватых, Иван Евстигнеевич, командир пулемётного отделения 236 гвардейского стрелкового Познанского полка, гвардии старший сержант. Кавалер ордена Славы трёх степеней. Награждён: орден Славы 3 ст.(приказ командира 74 гв. сд от 28.05.1944 года), орден Славы 2 ст. (приказ командующего 8 гв. А от 17.03.1945 года), орден Славы 1 ст.(указ Президиума Верховного Совета СССР от 15.05.1946 года). Погиб в бою 23 февраля 1945 года.
- Леоненко, Николай Максимович, командир орудийного расчёта 157-го гвардейского артиллерийского Познанского полка, гвардии сержант. Кавалер ордена Славы трёх степеней. Награждён: орден Славы 3 ст.(приказ командира 74 гв. сд от 5.06.1944 года), орден Славы 2 ст. (приказ командующего 8 гв. А от 20.12.1944 года), орден Славы 1 ст.(указ Президиума Верховного Совета СССР от 31.05.1945 года)
- Нечаев, Александр Павлович, командир отделения автоматчиков 236-го гвардейского стрелкового Познанского полка, гвардии сержант. Кавалер ордена Славы трёх степеней. Награждён: орден Славы 3 ст.(приказ командира 74 гв. сд от 22.10.1944 года), орден Славы 2 ст. (приказ командующего 8 гв. А от 17.03.1945 года), орден Славы 1 ст.(указ Президиума Верховного Совета СССР от 15.05.1946 года).
- Новалов, Артём Павлович, командир отделения 240-го гвардейского стрелкового Берлинского полка, гвардии старший сержант. Кавалер ордена Славы трёх степеней. Награждён: орден Славы 3 ст.(приказ командира 74 гв. сд от 1.11.1944 года), орден Славы 2 ст. (приказ командующего 8 гв. А от 17.03.1945 года), орден Славы 1 ст.(указ Президиума Верховного Совета СССР от 15.05.1946 года)
- Шелякин, Василий Ефимович, командир отделения разведки артиллерийской батареи 236-го гвардейского стрелкового Познанского полка, гвардии сержант. Кавалер ордена Славы трёх степеней. Награждён: орден Славы 3 ст.(приказ командира 74 гв. сд от 25.10.1944 года), орден Славы 2 ст. (приказ командующего 8 гв. А от 26.03.1945 года), орден Славы 1 ст.(указ Президиума Верховного Совета СССР от 15.05.1946 года).